# Andrychów
Andrychów, con una población de 22.257 habitantes, es la ciudad más grande del condado de Wadowice, en el Voivodato de Pequeña Polonia, en el sur de Polonia.Entre los años 1975 y 1998, formó parte del Voivodato de Bielsko-Biała.

## Historia
Andrychów (entonces llamada Henrychów) fue mencionado por primera vez en los registros del Óbolo de San Pedro en 1344 como un pequeño pueblo en el Ducado de Zator, sin embargo, en dicho lugar ya existía una iglesia, la cual fue mencionada en 1325. En 1345 Andrychów la localidad tenía una población de 105, en una zona de 27 km.
En 1564, al igual que todo el Ducado de Zator, la ciudad pasó a formar parte del Reino de Polonia, y luego de la repartición de Polonia de 1772, pasó a manos del Imperio austríaco, integrándola en el Reino de Galitzia y Lodomeria. Luego del fin de la Primera Guerra Mundial, la ciudad volvió a quedar bajo el control de Polonia. Durante la Segunda Guerra Mundial, las fuerzas alemanas de ocupación instalaron un Gueto en la ciudad para confinar a la población judía.

## Ciudades hermanas
Andrychów está hermanada con:
- Isny, Alemania
- Landgraaf, Países Bajos
- Břeclav, República Checa
- Tukums, Letonia
- Priverno, Italia